# Vaires-sur-Marne
Vaires-sur-Marne és un municipi francès, situat al departament de Sena i Marne i a la regió de Illa de França. L'any 2007 tenia 11.765 habitants.
Forma part del cantó de Villeparisis, del districte de Torcy i de la Comunitat d'aglomeració de París-Vallée de la Marne.

## Demografia

### Població
El 2007 la població de fet de Vaires-sur-Marne era d'11.765 persones. Hi havia 4.754 famílies, de les quals 1.360 eren unipersonals (564 homes vivint sols i 796 dones vivint soles), 1.313 parelles sense fills, 1.620 parelles amb fills i 461 famílies monoparentals amb fills.
La població ha evolucionat segons el següent gràfic:
Habitants censats

### Habitatges
El 2007 hi havia 5.145 habitatges, 4.862 eren l'habitatge principal de la família, 38 eren segones residències i 245 estaven desocupats. 2.482 eren cases i 2.536 eren apartaments. Dels 4.862 habitatges principals, 3.012 estaven ocupats pels seus propietaris, 1.759 estaven llogats i ocupats pels llogaters i 92 estaven cedits a títol gratuït; 216 tenien una cambra, 458 en tenien dues, 1.152 en tenien tres, 1.546 en tenien quatre i 1.490 en tenien cinc o més. 3.541 habitatges disposaven pel capbaix d'una plaça de pàrquing. A 2.513 habitatges hi havia un automòbil i a 1.432 n'hi havia dos o més.

### Piràmide de població
La piràmide de població per edats i sexe el 2009 era:
| Homes | Edats   | Dones |
| ----- | ------- | ----- |
| 4     | 95 o +  | 8     |
| 20    | 90 a 94 | 60    |
| 40    | 85 a 89 | 120   |
| 80    | 80 a 84 | 104   |
| 160   | 75 a 79 | 264   |
| 176   | 70 a 74 | 288   |
| 228   | 65 a 69 | 292   |
| 248   | 60 a 64 | 212   |
| 304   | 55 a 59 | 328   |
| 512   | 50 a 54 | 372   |
| 476   | 45 a 49 | 572   |
| 472   | 40 a 44 | 536   |
| 408   | 35 a 39 | 404   |
| 344   | 30 a 34 | 408   |
| 352   | 25 a 29 | 328   |
| 368   | 20 a 24 | 344   |
| 436   | 15 a 19 | 424   |
| 364   | 10 a 14 | 408   |
| 376   | 5 a 9   | 364   |
| 272   | 0 a 4   | 272   |

## Economia
El 2007 la població en edat de treballar era de 7.637 persones, 5.666 eren actives i 1.971 eren inactives. De les 5.666 persones actives 5.198 estaven ocupades (2.718 homes i 2.480 dones) i 468 estaven aturades (238 homes i 230 dones). De les 1.971 persones inactives 693 estaven jubilades, 742 estaven estudiant i 536 estaven classificades com a «altres inactius».

### Ingressos
El 2009 a Vaires-sur-Marne hi havia 4.868 unitats fiscals que integraven 12.111,5 persones, la mediana anual d'ingressos fiscals per persona era de 23.474 €.

### Activitats econòmiques
Dels 355 establiments que hi havia el 2007, 6 eren d'empreses extractives, 5 d'empreses alimentàries, 1 d'una empresa de coc i refinatge, 13 d'empreses de fabricació d'altres productes industrials, 44 d'empreses de construcció, 76 d'empreses de comerç i reparació d'automòbils, 16 d'empreses de transport, 27 d'empreses d'hostatgeria i restauració, 14 d'empreses d'informació i comunicació, 16 d'empreses financeres, 21 d'empreses immobiliàries, 36 d'empreses de serveis, 49 d'entitats de l'administració pública i 31 d'empreses classificades com a «altres activitats de serveis».
Dels 89 establiments de servei als particulars que hi havia el 2009, 1 era una oficina de correu, 6 oficines bancàries, 1 taller de reparació d'automòbils i de material agrícola, 3 autoescoles, 6 paletes, 6 guixaires pintors, 6 fusteries, 7 lampisteries, 3 electricistes, 6 empreses de construcció, 10 perruqueries, 2 veterinaris, 18 restaurants, 9 agències immobiliàries, 2 tintoreries i 3 salons de bellesa.
Dels 36 establiments comercials que hi havia el 2009, 1 era un hipermercat, 1 un supermercat, 4 botiges de menys de 120 m², 6 fleques, 2 carnisseries, 2 llibreries, 7 botigues de roba, 1 una botiga de roba, 1 una botiga d'equipament de la llar, 1 una sabateria, 1 una botiga d'electrodomèstics, 2 botigues de material esportiu, 2 drogueries i 5 floristeries.

## Equipaments sanitaris i escolars
El 2009 hi havia 4 farmàcies i 1 ambulància.
El 2009 hi havia 4 escoles maternals i 4 escoles elementals. Vaires-sur-Marne disposava d'un col·legi d'educació secundària amb 492 alumnes.

## Poblacions més properes
El següent diagrama mostra les poblacions més properes.